# Distretto di Chitradurga
Il distretto di Chitradurga è un distretto del Karnataka, in India, di 1 510 227 abitanti. È situato nella divisione di Bangalore e il suo capoluogo è Chitradurga.